# Hugo Duro
Hugo Duro Perales (Getafe, 10 novembre 1999) è un calciatore spagnolo, attaccante del Valencia.

## Biografia
Contemporaneamente alla carriera sportiva, studia ingegneria meccanica all'Università Carlos III di Madrid.

## Caratteristiche tecniche
È un centravanti estremamente mobile e grintoso capace di periodi estremamente prolifici ma, al contempo, dal rendimento sotto porta non troppo continuo.

## Carriera

### Club
Cresciuto nel settore giovanile del Getafe, ha esordito in prima squadra il 24 ottobre 2017 disputando l'incontro di Coppa del Re perso 1-0 contro l'Alavés. Il 3 marzo successivo ha debuttato anche in Primera División giocando il match vinto 2-1 contro la Real Sociedad.
Il 27 agosto 2020, dopo 25 presenze ed una rete nella prima divisione spagnola, viene ceduto in prestito al Real Madrid Castilla.
Il 20 febbraio 2021 esordisce con la prima squadra dei blancos in occasione del successo per 0-1 contro il Real Valladolid. Quattro giorni dopo fa il suo esordio in Champions League con la maglia delle Merengues nella partita di andata degli ottavi di finale vinta per 1-0 in trasferta contro l'Atalanta.
Il 31 agosto 2021 viene ceduto in prestito al Valencia. Segna il suo primo gol coi valenciani il 19 settembre 2021 nella partita contro il Real Madrid. Il 10 maggio 2022 viene riscattato dal club valenciano. Nella stagione 2021-2022 col Valencia gioca 31 partite segnando 7 gol e realizzando un assist nella Liga spagnola.

### Nazionale
Nel 2020 ha giocato una partita e segnato una rete con la maglia della nazionale spagnola Under-21.

## Statistiche

### Presenze e reti nei club
Statistiche aggiornate al 28 giugno 2025
| Stagione        | Squadra         | Campionato      | Campionato | Campionato | Coppe nazionali | Coppe nazionali | Coppe nazionali | Coppe continentali | Coppe continentali | Coppe continentali | Altre coppe | Altre coppe | Altre coppe | Totale | Totale |
| Stagione        | Squadra         | Comp            | Pres       | Reti       | Comp            | Pres            | Reti            | Comp               | Pres               | Reti               | Comp        | Pres        | Reti        | Pres   | Reti   |
| --------------- | --------------- | --------------- | ---------- | ---------- | --------------- | --------------- | --------------- | ------------------ | ------------------ | ------------------ | ----------- | ----------- | ----------- | ------ | ------ |
| 2017-2018       | Getafe          | PD              | 2          | 0          | CR              | 1               | 0               | -                  | -                  | -                  | -           | -           | -           | 3      | 0      |
| 2018-2019       | Getafe          | PD              | 11         | 0          | CR              | 3               | 0               | -                  | -                  | -                  | -           | -           | -           | 14     | 0      |
| 2019-2020       | Getafe          | PD              | 12         | 1          | CR              | 1               | 0               | UEL                | 2                  | 0                  | -           | -           | -           | 15     | 1      |
| feb.-mar. 2021  | Real Madrid     | PD              | 2          | 0          | CR              | -               | -               | UCL                | 1                  | 0                  | SS          | -           | -           | 3      | 0      |
| ago. 2021       | Getafe          | PD              | 1          | 0          | CR              | -               | -               | -                  | -                  | -                  | -           | -           | -           | 1      | 0      |
| Totale Getafe   | Totale Getafe   | Totale Getafe   | 26         | 1          |                 | 5               | 0               |                    | 2                  | 0                  |             | -           | -           | 33     | 1      |
| 2021-2022       | Valencia        | PD              | 30         | 7          | CR              | 6               | 3               | -                  | -                  | -                  | -           | -           | -           | 36     | 10     |
| 2022-2023       | Valencia        | PD              | 30         | 1          | CR              | 4               | 1               | -                  | -                  | -                  | SS          | 1           | 0           | 34     | 2      |
| 2023-2024       | Valencia        | PD              | 37         | 13         | CR              | 2               | 0               |                    | -                  | -                  |             | -           | -           | 39     | 13     |
| 2024-2025       | Valencia        | PD              | 31         | 11         | CR              | 1               | 0               | -                  | -                  | -                  | -           | -           | -           | 32     | 11     |
| Totale Valencia | Totale Valencia | Totale Valencia | 118        | 32         |                 | 12              | 4               |                    | -                  | -                  |             | 1           | 0           | 125    | 36     |
| Totale carriera | Totale carriera | Totale carriera | 135        | 33         |                 | 15              | 4               |                    | 3                  | 0                  |             | 1           | 0           | 161    | 37     |